# Mont Usborne
Le mont Usborne (en espagnol : Cerro Alberdi) est une montagne des îles Malouines, le point culminant du territoire. Elle se situe à une altitude de 705 mètres sur l'île de la Malouine orientale.
Le mont Usborne est mentionné par Charles Darwin au chapitre 9 de son ouvrage Zoologie du Voyage du H.M.S. Beagle. Il a été nommé en l'honneur d'Alexander Burns Usborne, assistant-maître à bord du HMS Beagle, le navire ayant emmené Darwin lors de son voyage.